# Казо
Казо (фр. Cazaux) насеље је и општина у јужној Француској у региону Миди Пирене, у департману Арјеж која припада префектури Памје.
По подацима из 2011. године у општини је живело 44 становника, а густина насељености је износила 5,97 становника/km². Општина се простире на површини од 7,37 km². Налази се на средњој надморској висини од 587 метара (максималној 683 m, а минималној 354 m).

## Демографија
| 1962. | 1968. | 1975. | 1982. | 1990. | 1999. | 2011. |
| ----- | ----- | ----- | ----- | ----- | ----- | ----- |
| 58    | 53    | 36    | 26    | 28    | 44    | 44    |

График промене броја становника у току последњих година